# Воронцово (Калязинский район)
Воронцово — деревня в Калязинском районе Тверской области. Входит в состав Нерльского сельского поселения.

## География
Деревня расположена в 11 км на юг от центра поселения села Нерль и в 35 км на юг от райцентра города Калязина.

## История
В Дмитровской Писцовой книге 1627-29 годов половина села Воронцова значилась за кашинцем Яковом Михайловым сыном Ероховым, а другая половина за дмитровцем Ильею Киреевским. В переписной книги 1678 года в селе показана церковь Сретения Господня.
В 1811 году в селе была построена каменная Сретенская церковь с 3 престолами.
В конце XIX — начале XX века село входило в состав Нагорской волости Калязинского уезда Тверской губернии. 
С 1929 года деревня являлась центром Воронцовского сельсовета Нерльского района Кимрского округа Московской области, с 1935 года — в составе Калининской области, с 1956 года в составе — Калязинского района, с 1994 года — центр Воронцовского сельского округа, с 2005 года — в составе Нерльского сельского поселения.
До 2009 года в деревне работала Воронцовская основная общеобразовательная школа.

## Население
| 1859 | 1888 | 1997 | 2002 | 2010 |
| ---- | ---- | ---- | ---- | ---- |
| 72   | ↗111 | ↗284 | ↘236 | ↘223 |

## Инфраструктура
В деревне есть фельдшерско-акушерский пункт, дом культуры, отделение почтовой связи.

## Достопримечательности
В деревне расположена деревянная Церковь Сретения Господня (2019)